# Baillet-en-France
Baillet-en-France és un municipi francès, situat al departament de Val-d'Oise i a la regió de Illa de França. L'any 2007 tenia 1.868 habitants.
Forma part del cantó de Domont, del districte de Sarcelles i de la Comunitat de comunes Carnelle Pays-de-France.

## Demografia

### Població
El 2007 la població de fet de Baillet-en-France era de 1.868 persones. Hi havia 674 famílies, de les quals 129 eren unipersonals (57 homes vivint sols i 72 dones vivint soles), 182 parelles sense fills, 318 parelles amb fills i 45 famílies monoparentals amb fills.
La població ha evolucionat segons el següent gràfic:
Habitants censats

### Habitatges
El 2007 hi havia 720 habitatges, 692 eren l'habitatge principal de la família, 3 eren segones residències i 24 estaven desocupats. 645 eren cases i 72 eren apartaments. Dels 692 habitatges principals, 573 estaven ocupats pels seus propietaris, 106 estaven llogats i ocupats pels llogaters i 13 estaven cedits a títol gratuït; 32 tenien una cambra, 36 en tenien dues, 62 en tenien tres, 150 en tenien quatre i 411 en tenien cinc o més. 630 habitatges disposaven pel capbaix d'una plaça de pàrquing. A 288 habitatges hi havia un automòbil i a 363 n'hi havia dos o més.

### Piràmide de població
La piràmide de població per edats i sexe el 2009 era:
| Homes | Edats   | Dones |
| ----- | ------- | ----- |
| 0     | 95 o +  | 0     |
| 0     | 90 a 94 | 4     |
| 4     | 85 a 89 | 4     |
| 0     | 80 a 84 | 16    |
| 16    | 75 a 79 | 8     |
| 12    | 70 a 74 | 16    |
| 36    | 65 a 69 | 36    |
| 44    | 60 a 64 | 40    |
| 84    | 55 a 59 | 76    |
| 56    | 50 a 54 | 68    |
| 76    | 45 a 49 | 64    |
| 92    | 40 a 44 | 60    |
| 64    | 35 a 39 | 76    |
| 56    | 30 a 34 | 68    |
| 36    | 25 a 29 | 36    |
| 52    | 20 a 24 | 44    |
| 72    | 15 a 19 | 48    |
| 64    | 10 a 14 | 76    |
| 56    | 5 a 9   | 44    |
| 32    | 0 a 4   | 28    |

## Economia
El 2007 la població en edat de treballar era de 1.249 persones, 940 eren actives i 309 eren inactives. De les 940 persones actives 892 estaven ocupades (476 homes i 416 dones) i 48 estaven aturades (17 homes i 31 dones). De les 309 persones inactives 111 estaven jubilades, 140 estaven estudiant i 58 estaven classificades com a «altres inactius».

### Ingressos
El 2009 a Baillet-en-France hi havia 705 unitats fiscals que integraven 1.956 persones, la mediana anual d'ingressos fiscals per persona era de 26.617,5 €.

### Activitats econòmiques
Dels 119 establiments que hi havia el 2007, 1 era d'una empresa extractiva, 2 d'empreses alimentàries, 2 d'empreses de fabricació de material elèctric, 4 d'empreses de fabricació d'altres productes industrials, 21 d'empreses de construcció, 26 d'empreses de comerç i reparació d'automòbils, 6 d'empreses de transport, 6 d'empreses d'hostatgeria i restauració, 3 d'empreses d'informació i comunicació, 3 d'empreses financeres, 4 d'empreses immobiliàries, 16 d'empreses de serveis, 10 d'entitats de l'administració pública i 15 d'empreses classificades com a «altres activitats de serveis».
Dels 23 establiments de servei als particulars que hi havia el 2009, 3 eren tallers de reparació d'automòbils i de material agrícola, 3 paletes, 4 fusteries, 1 electricista, 6 empreses de construcció, 2 perruqueries, 3 restaurants i 1 agència immobiliària.
Dels 7 establiments comercials que hi havia el 2009, 1 era una botiga de menys de 120 m², 1 una fleca, 1 una botiga de congelats, 1 una peixateria, 2 drogueries i 1 una joieria.

## Equipaments sanitaris i escolars
L'únic equipament sanitari que hi havia el 2009 era una farmàcia.
El 2009 hi havia 2 escoles elementals.

## Poblacions més properes
El següent diagrama mostra les poblacions més properes.